# Comic Sans
Comic Sans – krój pisma zaprojektowany przez Vincenta Connara, po raz pierwszy zaprezentowany przez firmę Microsoft w roku 1994 wraz z systemem Windows 95, początkowo jako dodatkowy font w pakiecie Microsoft Plus!. Czcionka miała naśladować pismo komiksowe, jest prawie bezszeryfowa (znaki C, I, J i 1 mają szeryfy podobne do tych z czcionki Times New Roman), wygląda niedbale i nieformalnie. Bywa używana w komiksach internetowych oraz drukowanych, jest to jednak coraz rzadsze, jako że wielu twórców preferuje używanie standardowych czcionek.

## Historia
Projektant Vincent Connare rozpoczął prace nad Comic Sansem w październiku 1994 roku, czcionka miała trafić do aplikacji Microsoft Bob przeznaczonej dla najmłodszych użytkowników komputerów. Wersja beta została oparta przede wszystkim na komunikacji obrazkowej, po systemie oprowadzał rysunkowy pies Rover, a komunikaty tekstowe prezentowano w postaci dymków. Connare już wcześniej stworzył dużą liczbę rozmaitych czcionek dla dzieci, chciał wykorzystać swoje doświadczenie tworząc nowy krój pisma oparty na wzorze pisma odręcznego używanego w komiksach. Ponieważ nie zdążył ze swoją pracą, Comic Sans nie został dołączony do MS Bob, za to znalazł się w programie Microsoft 3D Movie Maker, w którym podobnie używano rysunkowych przewodników oraz tekstu w chmurkach. Krój zastosowano także w systemie Windows 95 Plus! Pack, następnie został standardową czcionką dla wersji OEM systemu Windows 95. Comic Sans jest jedną z domyślnych czcionek Microsoft Publisher i Microsoft Internet Explorer, był także używany w programie Microsoft Comic Chat, wydanym w 1996 roku wraz z programem Internet Explorer 3.0.

## Czytelność
Comic Sans, pomimo złej reputacji wśród projektantów i grafików (został obwołany „najbardziej znienawidzonym fontem świata”), okazał się jedną z kilku czcionek polecanych dyslektykom przez The British Dyslexia Association.
Krój pisma dostosowany dla dyslektyków powinien:
- być odpowiednio rozświetlony, znaki ustawione zbyt blisko siebie utrudniają ich rozpoznawanie;
- mieć zaokrąglone formy łatwiejsze do długotrwałego czytania;
- zawierać typowe kształty i jednolitą grubość kresek liter[7].

Comic Sans spełnia te wszystkie wymagania, chociaż nie był tworzony z myślą o osobach z takimi trudnościami.

## Przykłady
- Comic Sans MS
- poniższy akapit zostanie wyświetlony za pomocą kroju Comic Sans, w przypadku jego braku, za pomocą kroju stałopozycyjnego (o stałej szerokości)
Lorem ipsum dolor sit amet, consectetur adipisicing elit, sed do eiusmod tempor incididunt ut labore et dolore magna aliqua. Ut enim ad minim veniam, quis nostrud exercitation ullamco laboris nisi ut aliquip ex ea commodo consequat. Duis aute irure dolor in reprehenderit in voluptate velit esse cillum dolore eu fugiat nulla pariatur. Excepteur sint occaecat cupidatat non proident, sunt in culpa qui officia deserunt mollit anim id est laborum. Cyfry: 0123456789; polskie znaki diakrytyczne: ąćęłńóśźżĄĆĘŁŃÓŚŹŻ; znaki podobne: l I 1 , O 0 ; przykład transkrypcji IPA: /ɪɡ'zɑːmpəl əv aɪpiː'eɪ tɹɑːn'skɹɪpʃən/. Arabski: العربية (al-ʻarabiyyah); chiński: 这是一些汉字。 (zhè shì yī xiē hàn zì.); cyrylica: Кириллица grecki: Ελληνικά (elliniká); khmerski: កខ; litery skandynawskie: ÅÄÆÖØ åäæöø; tajski: ฟหกดึ้.